# Richard van der Venne
Richard van der Venne (Oss, 16 maggio 1992) è un calciatore olandese, centrocampista dell'RKC Waalwijk.

## Caratteristiche tecniche
È un centrocampista offensivo.

## Carriera
Ha collezionato oltre 100 presenze in Eerste Divisie fra il 2015 ed il 2020 con la maglia di TOP Oss e Go Ahead Eagles. Il 25 gennaio 2020 ha debuttato in Eredivisie disputando l'incontro perso 2-1 contro il VVV-Venlo.